# Еквадор на літніх Олімпійських іграх 2008
Еквадор брав участь у Літніх Олімпійських іграх 2008 року в Пекіні (Китай) у дванадцятий раз за свою історію, і завоював одну срібну медаль. Збірну країни представляли 8 жінок.

## Медалісти
| Медаль | Спортсмен        | Спорт          | Дисципліна      |
| ------ | ---------------- | -------------- | --------------- |
| Срібло | Джефферсон Перес | Легка атлетика | Ходьба на 20 км |